# Clarence Augustus Chant

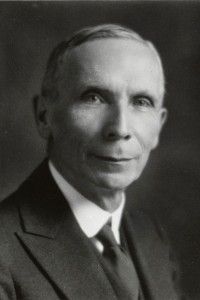
Clarence Chant

Clarence Augustus Chant (* 31. Mai 1865 in Hagerman's Corners (Ontario); † 18. November 1956 in Richmond Hill (Ontario)) war ein kanadischer Astronom.

## Leben
Clarence Augustus Chant kam am 31. Mai 1865 in Hagerman's Corners, einer ländlichen Gemeinde in Markham, als Sohn von Christopher Hull Chant of Somerset und seiner Frau Elizabeth, geborene Croft, zur Welt. Er beendete 1884 die High School und war drei Jahre lang als Lehrer tätig, bevor er sich 1887 an der University of Toronto einschrieb, um Physik und Mathematik zu studieren. Nach seinem Abschluss 1890 arbeitete er zwei Jahre lang am Finanzministerium in Ottawa, nahm aber 1892 eine Dozentenstelle an der Universität von Toronto an. 1898 verbrachte er ein Semester in Deutschland, erhielt anschließend seinen Master-Abschluss, ging für ein Jahr nach Harvard und wurde dort mit einer Arbeit über den Skin-Effekt und einer Methode zur Bestimmung von Wellenlängen promoviert.
Chant wandte sich immer mehr der Astronomie zu. Er trat in die „Physics and Astronomy Society of Toronto“ ein, aus der 1902 die Royal Astronomical Society of Canada hervorging, deren Präsident er von 1904 bis 1907 war. Ab 1904 baute er das Angebot an Astronomiekursen der Universität aus, 1907 gründete er das Journal of the Royal Astronomical Society of Canada und das Observer' Handbook, deren Herausgeber er bis zu seinem Tode blieb. Im Jahre 1922 unternahm er zusammen mit Reynold Kenneth Young eine Expedition zur Sonnenfinsternis vom 21. September 1922 nach Australien. Ihnen gelang, wie schon Eddington drei Jahre zuvor, eine Bestätigung der von der Allgemeinen Relativitätstheorie vorhergesagten Lichtablenkung im Gravitationsfeld der Sonne.
Chant ist der Verfasser mehrerer Lehrbücher. Sein populärwissenschaftliches Buch „Our Wonderful Universe“, das er 1928 veröffentlichte, war sehr erfolgreich, fast 90 Jahre danach, 2017, erschien eine Neuauflage. Es wurde in fünf Sprachen übersetzt, darunter auch ins Deutsche.
Schon seit 1906 bemühte sich Chant um ein Observatorium für die Universität von Toronto. 1921  konnte er den Anwalt und Bergbauunternehmer David Dunlap für diese Idee begeistern, doch dieser verstarb 1924. Zwei Jahre später konnte er dessen Witwe Jessie Donalda Dunlap für die Errichtung eines Observatoriums zum Gedenken an ihren Mann gewinnen, woraus dann das David Dunlap Observatory hervorging.  Dieses wurde am 31. Mai 1935, zu Chants 70. Geburtstag, nördlich von Toronto, heute zu Richmond Hill gehörig, eröffnet. Da Chant zeitgleich in den Ruhestand trat, war er formell für einen Tag Direktor des Observatoriums. Sein Nachfolger ab dem 1. Juni wurde Reynold Kenneth Young, mit dem er die Sonnenfinsternis in Australien besucht hatte.
Clarence Chant war verheiratet und hatte drei Kinder. Er starb am 18. November 1956  in Richmond Hill im Alter von 91 Jahren.

## Ehrungen
- Clarence Chant war Fellow der Royal Astronomical Society, der Royal Astronomical Society of Canada und der American Physical Society.[8]
- Von 1934 bis 1936 war er Vize-Präsident der American Astronomical Society.[8]
- 1935 wurde der Chant der Legum-Doctor-Titel ehrenhalber verliehen.[8]
- Im Jahre 1936 wurde ihm die Harvard-Tercentenary-Medaille in Silber verliehen.[8]
- Seit 1940 verleiht die Royal Astronomical Society of Canada die Chant-Medaille an in Kanada lebende Amateurastronomen.[9]
- Im Jahre 1970 benannte die Internationale Astronomische Union den Mondkrater Chant offiziell nach Clarence Chant.[10]
- Der 1984 entdeckte Asteroid (3315) Chant wurde ebenfalls nach Clarence Chant benannt.[11][12]